# HD 170521
HD 170521，又名CD-4312600，SAO 229094、HR 6937，是一颗恒星，视星等为5.72，位于銀經351.37，銀緯-15.01，其B1900.0坐标为赤經18h 24m 42.8s，赤緯-43° -15.01′ 33″。